# Parioglossus palustris
Parioglossus palustris är en fiskart som först beskrevs av Herre, 1945.  Parioglossus palustris ingår i släktet Parioglossus och familjen Ptereleotridae. IUCN kategoriserar arten globalt som livskraftig. Inga underarter finns listade i Catalogue of Life.